# Microregione di Lajeado-Estrela
Lajeado-Estrela è una microregione del Rio Grande do Sul in Brasile, appartenente alla mesoregione di Centro Oriental Rio-Grandense.
È una suddivisione creata puramente per fini statistici, pertanto non è un'entità politica o amministrativa.

## Comuni
È suddivisa in 31 comuni:
- Arroio do Meio
- Bom Retiro do Sul
- Boqueirão do Leão
- Canudos do Vale
- Capitão
- Colinas
- Coqueiro Baixo
- Cruzeiro do Sul
- Doutor Ricardo
- Encantado
- Estrela
- Fazenda Vilanova
- Forquetinha
- Imigrante
- Lajeado
- Marques de Souza
- Muçum
- Nova Bréscia
- Paverama
- Pouso Novo
- Progresso
- Relvado
- Roca Sales
- Santa Clara do Sul
- Sério
- Tabaí
- Taquari
- Teutônia
- Travesseiro
- Vespasiano Correa
- Westfália